# Spermacoce scortechinii
Spermacoce scortechinii là một loài thực vật có hoa trong họ Thiến thảo. Loài này được Gand. miêu tả khoa học đầu tiên năm 1918.